# Derocrepis rufipes
{{Bảng phân loại
| name = Derocrepis rufipes
| image = Derocrepis.rufipes.-.calwer.43.14.jpg
| image caption = Derocrepis rufipes
| regnum = Animalia 
| phylum = Arthropoda 
| classis = Insecta 
| ordo = Coleoptera
| familia = Chrysomelidae
| genus = Derocrepis
| species = D. rufipes
| binomial = Derocrepis rufipes
| binomial_authority = Linnaeus, 1758
Derocrepis rufipes là một loài bọ cánh cứng trong họ Chrysomelidae. Loài này được Linnaeus miêu tả khoa học năm 1758.

## Hình ảnh

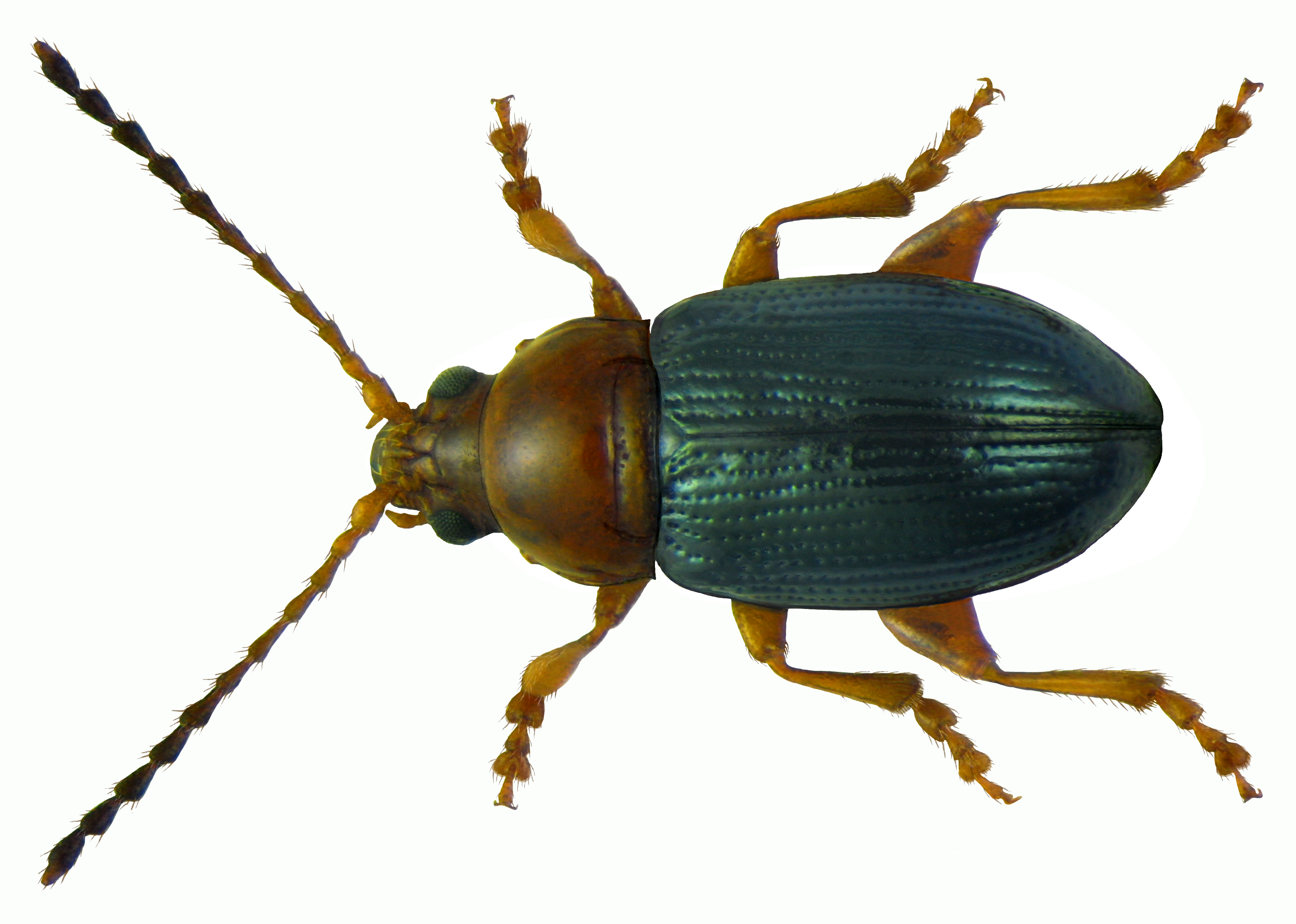